# Tiflología
La tiflología es la ciencia que estudia las condiciones y la problemática que rodea a las personas con discapacidad visual (invidentes e hipovidentes), con el fin de desarrollar soluciones para conseguir su plena integración laboral, social y cultural.

## Etimología
El término «tiflología» es un helenismo. Está compuesto de tiflo- (de typhlós ‘ciego’) y -logía.

## Áreas de estudio
La tiflología comprende varios campos de estudio, como la tiflotécnica y la tiflodidáctica. La tiflotécnica es el estudio de tecnologías que suplen la discapacidad visual y facilitan el acceso a la información a través de otros canales sensoriales, mientras que la tiflodidáctica es la didáctica adaptada a las personas con discapacidad visual.